# Arroyo Coche
Arroyo Coche es una pedanía perteneciente al municipio de Almogía.

## Descripción
Arroyo Coche es una pedanía de Almogía que linda con Casabermeja. Tiene 141 habitantes2 (75 hombres y 66 mujeres). Hay fuentes que determinan que el origen de su nombre es Arroyo Cauche.

## Fiestas
La Feria se celebra durante el primer fin de semana de julio.

## Sitios de interés
- Escuela-Capilla de San Juan Bosco: es de las pocas Escuelas Rurales del plan quinquenal 1954-59 para los niños de cortijos y diseminados rurales que se conservan, gracias a un grupo de vecinos y al cura Bartolomé Alcántara, que aprendieron allí a leer y escribir y consiguieron su rehabilitación para actividades formativas y culturales.
- Fuente de Morritos: fuente-abrevadero al final de la calle del mismo nombre. Con un único pilón dividido en tres secciones.
- Fuente de Villarias: al pie del cerro de Villa Arias o Villadarias, con un frontal y dos pilares-abrevaderos. Ya es mencionada en el siglo XV, en el "Libro de Repartimientos de la villa de Almogía"
- Venta de Gálvez, parada de postas a 1 km de la pedanía, en lo que fue el Camino Real de Málaga a Madrid desde el siglo XVIII, actualmente carretera A-7075. En este lugar el 3 de febrero de 1810 se produjo un intento de resistencia de las tropas malagueñas al avance de las napoleónicas sobre la capital.

## Transporte público
Arroyo Coche, al pertenecer al municipio de Almogía, se encuentra dentro del ámbito territorial del Consorcio de Transporte Metropolitano del Área de Málaga. Presta servicio a esta localidad la siguiente línea de autobús interurbano. A la entrada de la barriada se encuentran dos paradas con el mismo nombre (uno en cada sentido de la carretera). 
| Línea | Trayecto                        | Información        |
| ----- | ------------------------------- | ------------------ |
| M-151 | Málaga-Casabermeja-Arroyo Coche | Horarios y Paradas |